# Lycksele distrikt
Lycksele distrikt är ett distrikt i Lycksele kommun och Västerbottens län. Distriktet ligger omkring Lycksele i södra Lappland. . 

## Tidigare administrativ tillhörighet
Distriktet inrättades 2016 och utgörs av området som Lycksele stad omfattade till 1971 samt en del av Lycksele socken.
Området motsvarar den omfattning Lycksele församling hade 1999/2000 och fick 1962 efter att Björksele församling brutits ut.

## Tätorter och småorter
I Lycksele distrikt finns tre tätorter och nio småorter.

### Tätorter
- Hedlunda
- Lycksele
- Rusksele

### Småorter
- Betsele
- Bratten
- Kattisavan
- Knaften (norra delen)
- Knaften (södra delen)
- Lyckan
- Tannsele
- Tuvträsk
- Umgransele